# Dawn of the Black Hearts
A Dawn of The Black Hearts a norvég black metal együttes Mayhem koncertalbuma/bootlege. Az együttes egyik leghírhedtebb kiadása, mivel a borítón az egyik volt énekesük, Dead (Per Yngve Ohlin) szerepel, miután 1991 áprilisában öngyilkos lett. A fotót Euronymous készítette azután, hogy megtalálta a holttestet.
Az album vinil nagylemezen jelent meg 1995. február 17-én 300 példányszámban, a Warmaster Records gondozásában. Ez a kiadás nyolc számot tartalmaz egy 1990-es sarpsborgi fellépésről. A Dawn of the Black Hearts-ot ezen kívül számos független kiadó is kiadta, amik közül több verzión is szerepel a Mayhem egyik 1986-os Ski-i koncertje.
Annak ellenére, hogy az album "félhivatalos", rengetegen ezt a bootleget a Mayhem fő albumai közé sorolják. Valószínűleg ezek az álláspontok nagyban abból gyökereznek, hogy az albumnak és a borítójának milyen története volt, továbbá a Dawn of the Black Hearts-on szerepel egy a néhány koncert közül, mikor Dead és Euronymous együtt játszik.

## Számlista
Az eredeti számlista, amit Dead énekessel és Hellhammer dobossal vettek fel 1990-ben:
| #  | Cím                     | Hossz |
| -- | ----------------------- | ----- |
| 1. | Deathcrush              | 3:36  |
| 2. | Necrolust               | 4:19  |
| 3. | Funeral Fog             | 6:38  |
| 4. | Freezing Moon           | 6:06  |
| 5. | Carnage                 | 4:18  |
| 6. | Buried by Time and Dust | 5:46  |
| 7. | Chainsaw Gutsfuck       | 3:59  |
| 8. | Pure Fucking Armageddon | 3:15  |

Néhány újabb kiadáson ezek a dalok is szerepelnek, amelyeket Messiah énekessel és Manheim dobossal vettek fel 1986-ban:
| #   | Cím                                                  | Hossz |
| --- | ---------------------------------------------------- | ----- |
| 9.  | Danse Macabre (Celtic Frost-feldolgozás)             | 1:10  |
| 10. | Black Metal (Venom-feldolgozás)                      | 3:00  |
| 11. | Procreation of the Wicked (Celtic Frost-feldolgozás) | 2:40  |
| 12. | Welcome to Hell (Venom-feldolgozás)                  | 3:46  |

## Közreműködők
Eredeti számlista:
- Dead (Per Yngve Ohlin) – ének
- Euronymous (Øystein Aarseth) – gitár
- Necrobutcher (Jørn Stubberud) – basszusgitár
- Hellhammer (Jan Axel Blomberg) – dob

Új kiadások szereplő bónusz dalok:
- Messiah (Eirik Nordheim) – ének
- Euronymous (Øystein Aarseth) – gitár
- Necrobutcher (Jørn Stubberud) – basszusgitár
- Manheim (Kjetil Manheim) – dob

## Fordítás
Ez a szócikk részben vagy egészben  a   Dawn of the Black Hearts című angol Wikipédia-szócikk ezen változatának fordításán alapul.  Az eredeti cikk szerkesztőit annak laptörténete sorolja fel. Ez a jelzés csupán a megfogalmazás eredetét és a szerzői jogokat jelzi, nem szolgál a cikkben szereplő információk forrásmegjelöléseként.